# Diagonale continentale
Pour les articles homonymes, voir Diagonale (homonymie).
- Centre des capitales
- Nouveaux Länder allemands
- Arc alpin
- Diagonale continentale
- Arc latin
- Méditerranée centrale
- Arc atlantique
- Régions de la mer du Nord
- Arc baltique

Diagonale continentale

La diagonale continentale est le nom donné à une frange territoriale transfrontalière franco-hispano-portugaise, dont les caractéristiques communes globales sont une faible densité de population, un taux de population agricole élevé (comparé à la moyenne nationale des pays concernés), une industrialisation faible et une insuffisance des communications induisant un relatif isolement.
Il s'agit donc d'un prolongement européen de la fameuse diagonale du vide française et de l'Espagne vide, dont la Serranía Celtibérica espagnole, s'étendant donc du Jura français à l'Alentejo portugais.
Il s'agit d'une des huit grandes régions identifiées dans les rapports de la Commission européenne, relatives aux dynamiques transnationales et rapprochements transfrontaliers en Europe.
En mai 1997, les présidents de quatre régions (Midi-Pyrénées, Limousin, Aragon et Estrémadure) ont fondé la Conférence des régions européennes de la Diagonale continentale (CREDC) afin de coordonner leurs efforts de développement et d'intégration. D'autres régions les ont rejointes : Alentejo, Auvergne, Bourgogne, Franche-Comté.

## Sources

## Compléments